# 南亚过路黄
南亚过路黄（学名：Lysimachia debilis）为报春花科珍珠菜属的植物。分布在锡金、缅甸、泰国、尼泊尔、印度以及中国大陆的西藏等地，生长于海拔1,700米的地区，一般生长在山坡草地，目前尚未由人工引种栽培。